# Oswald Hilliger (Glockengießer)
Oswald Hilliger (auch Kanngießer) (* um 1450 in Freiberg; † 1517 ebenda) war ein Glockengießer im 15. Jahrhundert in Freiberg.
Oswald Hilliger entstammte der sächsischen Glocken- und Geschützgießerfamilie Hilliger. Er war der Sohn von Nicol Hilliger (1435 bis 1481), der um 1460 in Freiberg tätig war und 1469 die große Glocke der Stadtkirche in Freiberg goss. Diese ging bereits bei dem Stadtbrand 1471 verloren.
Oswald Hilliger arbeitete mit seinem Vater zusammen, verkaufte nach dessen Tod aber die geerbte Gießhütte. 1482 errichtete er aber eine neue Gießerei. Nach dem zweiten Stadtbrand von 1484 goss er neue Glocken für die Kirchen der Stadt. Eine aus dem Jahr 1487 hat sich in der Nikolaikirche, vier weitere im Dom erhalten, darunter auch die Große Susanne mit über 4000 kg. Hilliger lieferte Glocken nach Sachsen, Thüringen und Böhmen.
Von Oswald Hilligers Söhnen war Martin (1484–1544) der bekannteste Nachfahre. Aus seiner Werkstatt stammten die meisten Glocken Freibergs.